# US Aosta 1911
US Aosta 1911 (wł. Unione Sportiva Aosta 1911) – włoski klub piłkarski, mający siedzibę w mieście Aosta, w północno-zachodniej części kraju, działający w latach 1911–1998.

## Historia
Chronologia nazw:
- 1911: Augusta Praetoria Sports
- 1919: G.S. Ansaldo
- 1924: Aosta Sport Club
- 1928: Associazione Sportiva Aosta
- 1929: Associazione Calcio Aosta
- 1931: Associazione Sportiva Aosta
- 1945: Unione Sportiva Aosta
- 19??: Unione Sportiva Aosta 1911
- 1998: klub rozwiązano

Klub sportowy Augusta Praetoria Sports został założony w miejscowości Aosta w 1911 roku. Początkowo zespół rozgrywał jedynie mecze towarzyskie. Po zakończeniu I wojny światowej w 1919 roku klub odrodził działalność jako G.S. Ansaldo. Dopiero w 1921 zapisał się do C.C.I. i w sezonie 1921/22 zespół startował w mistrzostwach Divisione Piemontese (D2), zajmując szóste miejsce. Jednak w następnym sezonie już zrezygnował z gry w mistrzostwach. W 1924 przyjął nazwę Aosta SC, a w 1927 dołączył do F.I.G.C. W 1928 zmienił nazwę na AS Aosta, a wkrótce 5 marca 1929 na AC Aosta. W sezonie 1929/30 po siedmioletniej przerwie klub ponownie startował w mistrzostwach Włoch, zajmując szóste miejsce w grupie B Terza Divisione Piemontese (D5). W następnym sezonie znów był szóstym w grupie B, a w 1931/32 pauzował przez rok. Wrócił do nazwy AS Aosta i sezon 1932/33 zakończył na piątej pozycji w grupie D Terza Divisione Piemontese, ale potem otrzymał promocję do Seconda Divisione Piemontese. W 1935 zwyciężył w regionie i awansował do Prima Divisione Piemontese, ale wskutek wprowadzenia Serie C poziom Prima Divisione został obniżony do czwartego stopnia. W 1941 roku zdobył awans do Serie C, w której grał do 1943 roku, ale potem z powodu rozpoczęcia działań wojennych II wojny światowej mistrzostwa zostały zawieszone.
Po zakończeniu II wojny światowej, drużyna wznowiła działalność jako US Aosta i została zakwalifikowana do rozgrywek Serie C, zajmując w sezonie 1945/46 10.miejsce w grupie D Serie C Alta Italia. W 1948 roku klub spadł do Promozione Nord (D4). W 1951 wrócił do Serie C, ale po roku został zdegradowany do IV Serie. W 1955 spadł do Promozione Piemontese. W 1959 został promowany do Serie D przez Artemio Franchi jako reprezentant swojej prowincji. Po zakończeniu sezonu 1961/62 został zdegradowany do Prima Categoria Piemontese (D5), ale po siedmiu latach wrócił do Serie D. Jednak nie utrzymał się na czwartym poziomie i po roku spadł z powrotem do Promozione Piemontese. W 1974 znów na rok awansował do Serie D. W 1977 po raz kolejny zdobył awans do Serie D. Sezon 1977/78 zakończył na 9.miejscu w grupie A Serie D. Przed rozpoczęciem sezonu 1978/79 Serie C została podzielona na dwie dywizje: Serie C1 i Serie C2, wskutek czego Serie D została obniżona do piątego poziomu. W 1981 liga zmieniła nazwę na Campionato Interregionale. W 1991 roku dotarł do finału Trofeo Jacinto, zdobywając tytuł wicemistrza Campionato Interregionale, również zwyciężył w grupie B Campionato Interregionale i po barażach uzyskał awans do Serie C2. W 1995 spadł do Campionato Nazionale Dilettanti (D5). Sezon 1995/96 zakończył na trzecim miejscu w grupie A Campionato Nazionale Dilettanti, ale pod koniec sezonu klub z powodu problemów finansowych zrezygnował ze startu w kolejnych mistrzostwach i zapisał się do Eccellenza Piemonte-Valle d'Aosta (D6). W następnym sezonie spadł do Promozione Piemonte-Valle d'Aosta. Sezon 1997/98 zakończył na drugiej pozycji w grupie C Promozione Piemonte-Valle d'Aosta. Baraże nie zostały rozegrane, a zespół prowadzony przez Piero Ciri został pozostawiony własnemu losowi. W 1998 roku ogłoszono upadłość klubu.

## Barwy klubowe, strój
|  |  |

Klub ma barwy czerwono-czarne. Zawodnicy domowe spotkania zazwyczaj grają w czerwonych koszulkach, czarnych spodenkach oraz czerwonych getrach.

## Sukcesy

### Trofea międzynarodowe
Nie uczestniczył w rozgrywkach europejskich (stan na 31-05-2020).

### Trofea krajowe
| \| \| Zdobyte trofea w rozgrywkach Włoch (stan na: 31-08-2020) \| |                                                          |      |                      |
| Rozgrywki                                                         | Osiągnięcie                                              | Razy | Sezon(y)             |
| · Mistrzostwo                                                     | I miejsce                                                | 0    |                      |
| · Mistrzostwo                                                     | II miejsce                                               | 0    |                      |
| · Mistrzostwo                                                     | III miejsce                                              | 0    |                      |
| · Puchar                                                          | zdobywca                                                 | 0    |                      |
| · Puchar                                                          | finalista                                                | 0    |                      |
| II liga                                                           | I miejsce                                                | 0    |                      |
| II liga                                                           | II miejsce                                               | 0    |                      |
| II liga                                                           | III miejsce                                              | 0    |                      |
| II liga                                                           | 6.miejsce                                                | 1    | 1921/22 (Piemontese) |
| Włochy                                                            | Zdobyte trofea w rozgrywkach Włoch (stan na: 31-08-2020) |      |                      |

## Poszczególne sezony

### Rozgrywki międzynarodowe

#### Europejskie puchary
Nie uczestniczył w rozgrywkach europejskich.

### Rozgrywki krajowe
| \| Włochy \| Bilans występów klubu w rozgrywkach piłkarskich Włoch (Stan na 31 sierpnia 2020 r.) \| \| | |        |       |   |   |   |    |    |     |                                                                                    |        |        |      |
| Poziom                                                                                                 | Rozgrywki | Sezony | Mecze | Z | R | P | B+ | B– | Pkt | Lata                                                                               | Awanse | Spadki | Naj. |
| I | Serie A | 0      |       |   |   |   |    |    |     |                                                                                    | 0      | 0      |      |
| II | Seconda Divisione Piemontese | 1      |       |   |   |   |    |    |     | 1921/22                                                                            | 0      | 1      | 6    |
| III | Serie C | 6      |       |   |   |   |    |    |     | 1941–1943, 1945–1948, 1951/52                                                      | 0      | 3      | 8    |
| IV | Seconda Divisione, Prima Divisione, Promozione, IV Serie, Serie D, Serie C2                                                                                                 | 25     |       |   |   |   |    |    |     | 1933–1941, 1948–1951, 1952–1955, 1959–1962, 1969–1971, 1974/75, 1977/78, 1991–1995 | 2      | 6      | 1    |
| V | Terza Divisione Piemontese, Promozione Piemontese, Campionato Piemontese Dilettanti, Prima Categoria Piemontese, Campionato Interregionale, Campionato Nazionale Dilettanti | 33     |       |   |   |   |    |    |     | 1929–1931, 1932/33, 1955–1959, 1962–1969, 1971–1974, 1975–1977, 1978–1991, 1995/96 | 6      | 1      | 1    |
| | Puchar Włoch | 0      |       |   |   |   |    |    |     |                                                                                    | 0      | 0      |      |
| Włochy                                                                                                 | Bilans występów klubu w rozgrywkach piłkarskich Włoch (Stan na 31 sierpnia 2020 r.)                                                                                         |        |       |   |   |   |    |    |     |                                                                                    |        |        |      |

## Struktura klubu

### Stadion
Klub piłkarski rozgrywał swoje mecze domowe na Stadio Mario Puchoz w Aoście o pojemności 2500 widzów.

### Derby
- La Biellese